# Copris simulator
Copris simulator är en skalbaggsart som beskrevs av Nguyen-phung och Yves Cambefort 1986. Copris simulator ingår i släktet Copris och familjen bladhorningar. Inga underarter finns listade i Catalogue of Life.